# Chorotype
Le chorotype est, en géographie sociale tout particulièrement, une configuration spatiale de base. Un chorotype se définit par ailleurs comme « arrangement récurrent de chorèmes ». Ce terme fait d'une série de concepts inventés en 1980 par Roger Brunet.

## Définition
Pour un modèle culturel donné on distingue typiquement un modèle de solution et d'arrangement préféré relativement à la réalisation d'une fonctionnalité sociale ou économique sur tel type de territoire particulier. Cet arrangement spatial ou chorotype est la combinaison de vecteurs d'orientation et d'organisation des structures. Les diverses combinaisons identifiables peuvent être répertoriées par types, et de manière mathématique.